# Joseon chongjab-i
Joseon chongjab-i (조선 총잡이?, 朝鮮 銃잡이?; lett. "Il pistolero di Joseon"), anche nota con il titolo internazionale Gunman in Joseon, è una serie televisiva sudcoreana trasmessa su KBS2 dal 25 giugno al 4 settembre 2014. Si è aggiudicata due Seoul International Drama Award: miglior drama hallyu e miglior attore hallyu al protagonista Lee Joon-gi.

## Trama
Il 1876, terzo anno di regno dell'imperatore Gojong, è un periodo di grandi cambiamenti e modernizzazione in Corea, che causano scontri tra le fazioni politiche: il partito Gaehwa supporta le riforme volute dal sovrano, mentre il partito Sugu ha visioni più conservatrici, in linea con la posizione di regno eremita adottata nel corso del XIX secolo, per cui il Paese ha rifiutato di aprirsi agli scambi culturali e commerciali con l'Occidente, scontrandosi militarmente con gli eserciti statunitense e francese. Nonostante le esortazioni ad adottare una politica più aperta, essa non ha ancora preso piede, e i membri del partito Gaehwa hanno iniziato a cadere vittima di una misteriosa figura che imbraccia un nuovo tipo di arma da fuoco: si tratta di Park Yoon-kang, il figlio dell'ultimo grande spadaccino coreano del XIX secolo. Dopo la tragica morte del padre e la messa in schiavitù della sorella minore, Yoon-kang ha scambiato la sua spada con un fucile a leva di fabbricazione occidentale per vendicarsi, ma diventa un eroe per il popolo.

## Personaggi e interpreti
- Park Yoon-kang/Hasegawa Hanjo, interpretato da Lee Joon-gi
- Jung Soo-in, interpretata da Nam Sang-mi
- Choi Hye-won, interpretata da Jeon Hye-bin
- Kim Ho-kyung, interpretato da Han Joo-wan
- Choi Won-shin, interpretato da Yu Oh-seong